# Llista de ciutats de San Marino
El castello («castell»), equivalent a municipi, és l'entitat administrativa en la qual se subdivideix la República de San Marino. San Marino compta amb nou castelli: Ciutat de San Marino, Borgo Maggiore, Serravalle, Acquaviva, Chiesanuova, Domagnano, Faetano, Fiorentino i Montegiardino. Cada castello està regit de manera oficial per una «Consell de Castello» (Giunta di Castello) presidida per l'alcalde, denominat Capitano di Castello, que és triat al costat de la resta de consellers mitjançant sufragi directe per part dels ciutadans de San Marino. La seu de l'ajuntament es coneix amb el nom de Casa del Castello.
| Castello             | Superfície (km²) | Població (ab) | Data d'annexió a San Marino |
| -------------------- | ---------------- | ------------- | --------------------------- |
| Ciutat de San Marino | 7,09             | 4211          |                             |
| Acquaviva            | 4,86             | 2104          | 1243                        |
| Borgo Maggiore       | 9,01             | 6640          | segle xiii                  |
| Chiesanuova          | 5,46             | 1090          | 1320                        |
| Domagnano            | 6,62             | 3265          | 1463                        |
| Faetano              | 7,75             | 1179          | 1463                        |
| Fiorentino           | 6,57             | 2537          | 1463                        |
| Montegiardino        | 3,31             | 911           | 1463                        |
| Serravalle           | 10,53            | 10601         | 1463                        |